# Lingua abidji
La lingua abidji (o abiji) è una lingua kwa, parlata da 50.500 persone in un'area molto ristretta della Costa d'Avorio, nei dipartimenti di Abidjan e Dabou.
È divisa in due dialetti, Enyembre e Ogbru. I madrelingua alfabetizzati sono tra l'1% e il 5%, mentre il 25/50% di chi parla l'abidji come seconda lingua ha una competenza scritta. I parlanti impiegano anche il francese, lo jula, il baoule e l'adioukrou.
L'alfabeto è simile a quello latino.